# Victor Varnado
Victor Varnado (né le 15 mai 1969 à Gary, dans l'Indiana, aux États-Unis) est un acteur, réalisateur, scénariste, monteur et producteur de cinéma américain.

## Filmographie

### Comme acteur
- 1996 : Full Moon Rising : Ollie
- 1999 : Julien Donkey-Boy : Rapper
- 1999 : La Fin des temps (End of Days) : Albino
- 2000 : Dans les griffes de la mode (The Intern) : Messenger
- 2002 : Hacks : Otis
- 2002 : Pluto Nash (The Adventures of Pluto Nash) : Kelp
- 2003 : Ivresse et conséquences (A Guy Thing) : Hansberry
- 2007 : Twisted Fortune : Lil Toot
- 2007 : Fat Guy Stuck in Internet (TV) : Kazaa-a-a-a
- 2007 : Permanent Vacation : Stutter Boy
- 2014 : I Origins de Mike Cahill :

### Comme réalisateur
- 2004 : Beep
- 2007 : Twisted Fortune

### Comme scénariste
- 2004 : Beep
- 2007 : Twisted Fortune

### Comme producteur
- 2004 : Beep
- 2006 : The Changeling

### comme monteur
- 2004 : Beep